# 國際度量衡局
，是依1875年订定的《米制公约》，为维护国际单位制（SI制）所设立的3个组织中的1个。其宗旨為「確保國際度量衡標準根据米制公约施行」。
另外两个依《米制公约》设立的组织为国际计量大会（CGPM）及国际计量委员会（CIPM）。

## 歷史
BIPM始建於1875年5月20日，由17國簽署的《米制公約》所設立。目前《米制公約》共有51個會員國。該組織總部位在法國巴黎近郊圣克卢的布勒特伊館。法国于1970年9月9日签署的70-820号法令保证了其土地享有治外法權。

## 宗旨
BIPM的宗旨為「確保國際度量衡標準在全球各地的一致化」，並透過十個諮詢委員會維持運作，而其成員則由米制公約簽署國的國家度量衡機構所組成。他們負責進行科學計量學相關的研究，如建立與維護協調世界時的運作。

## 外部連結
- 國際度量衡局官方網站（页面存档备份，存于）（英文）